# Brochymena cariosa
Brochymena cariosa är en insektsart som beskrevs av Carl Stål 1872. Brochymena cariosa ingår i släktet Brochymena och familjen bärfisar. Inga underarter finns listade i Catalogue of Life.